# Друпади Мурму
Друпади Мурму (енгл. Droupadi Murmu; рођ. Пути Биранчи Туду, енгл. Puti Biranchi Tudu; Мајурбанџ, 20. јун 1958) је индијска политичарка на функцији 15. председнице Индије од 25. јула 2022. године. Чланица је Индијске народне партије. Прва је особа која припада племенској заједници и друга жена након Пратибе Патил на тој функцији. Такође је најмлађа особа на функцији председника.